# SS-Hauptamt
Het SS-Hauptamt (SS-HA) was het centrale hoofdbureau van de Schutzstaffel (SS). Het hoofdbureau werd in 1931 opgericht als SS-Amt en had als taak om diverse eenheden van de Allgemeine-SS te dirigeren. Leiders van het Hauptamt waren Curt Wittje (1934-1935), August Heißmeyer (1935-1939) en Gottlob Berger (1939-1945).
In 1933, toen de NSDAP aan de macht kwam, werd de naam gewijzigd in "SS-Oberführerbereichen". Tevens werden alle eenheden van de SS onder bevel van dit hoofdbureau geplaatst. In 1936 werd de naam veranderd in SS-Hauptamt. Deze naam behield het hoofdbureau tot de opheffing van de SS in 1945.
Het SS-Hauptamt was verantwoordelijk voor alle administratie met betrekking tot inzet van manschappen, promoties en het overplaatsen van personeel. Het hoofdbureau stond theoretisch gezien onder toezicht van het "Hauptamt Persönlicher Stab Reichsführer-SS", maar het bleef in de praktijk autonoom.
Na het einde van de Tweede Wereldoorlog werden de medewerkers van het SS-Hauptamt veroordeeld als oorlogsmisdadigers. Vandaag de dag kunnen de officiële documenten van het SS-Hauptamt worden gevonden in Berlijn, waar het onder beheer staat van het Bundesarchiv.

## Organisatie
In het SS-Hauptamt verantwoordelijk voor de administratieve zaken van de SS, zoals: toewijzen van personeel, benodigdheden, overplaatsingen- en bevorderingen van personeel. Het SS-Hauptamt had 11 afdelingen 
(Ämter of Amtsgruppe):
- Amtsgruppe A Führung
- Stabsführer (Stafleider) en Ständiger Vertreter (permanente plaatsvervanger)
  - SS-Standartenführer August Frank[2] (1 maart 1938 - 16 september 1943[3], andere bron vermeldt: 20 april 1938 - 20 april 1939[3])
  - SS-Brigadeführer Heinrich Jürs (28 februari 1941 - 28 april 1945[4][5])
  - SS-Brigadeführer en Generalmajor in de Waffen-SS Leo Petri (28 februari 1941 - 16 maart 1941[6])
  - SS-Brigadeführer en Generalmajor in de Waffen-SS Georg Lörner (1 september 1941 - 5 januari 1942[7])
- Amt A I Zentralamt
  - Amtsleiters:
  - SS-Sturmbannführer Ulrich Greifelt (12 juni 1935 - 24 februari 1937[8][9][10])
  - SS-Brigadeführer en Generalmajor in de Waffen-SS Leo Petri (23 oktober 1940 - 26 november 1942[11][6])
  - Hauptabteilung A I 1 Organisation und Einsatz
    - AI1a Zentralbefehlsstelle
    - AI1b Erziehung und Ausbildung
    - AI1c Abwehr
    - AI1d Allgemeine-SS
    - AI1e Germanische-SS
    - AI1f SS-Postschutz

  - Hauptabteilung A I 2 Personalstelle
    - AI2a Führer
    - AI2b Unterführer und Männer
    - AI2c Urlaub und Fürsorge
    - AI2d Führer beim Stab SS-Hauptamt
    - AI2e Germanische-SS
    - AI2f SS-Postschutz

  - Hauptabteilung A I 3 Gerichts SS-Führer
    - AI3a Rechtshilfe
    - AI3b Strafrecht
    - AI3c Disziplinarrecht

  - Hauptabteilung A I 4 Beschaffung und Ausrüstung
    - AI4a Zentral Poststelle
    - AI4b Kurier und Reisestelle
    - AI4c Waffen und Geräte
    - AI4d Kraftfahrwesen
    - AI4e Nachrichtenstelle

  - Hauptabteilung A I 5 Stabskommandant SS-Hauptamt und Stabsabteilung SS-Hauptamt

- Amt A II Leitender Arzt (Hoofd Medisch Officier)
  - Amtsleiter und SS-Brigadeführer en Generalmajor in de Waffen-SS Wilhelm Berndt (1 mei 1943 - 8 mei 1945[12][13])
  - Hauptabteilung A II 1 Allgemeines Sanitätswesen (Geneeskundig ambt)
  - SS-Oberführer Siegfried Georgii[14]
  - SS-Oberführer Ernst-Robert Grawitz (1 juni 1935 - 1 april 1937[15][14])
  - SS-Hauptsturmführer Friedrich Karl Dermietzel[14] (1 mei 1935 - 1 april 1937[16]
    - AII1a Ärztlicher Dienst
    - AII1b Rechnungsprüfung
    - AII1c Fürsorge und Versorgung

  - Hauptabteilung A II 2 Ärztliche Versorgung
    - AII2a Einstellung, Entlassung
    - AII2b Ärztliche Betreuung
    - AII2c Zahnärztliche Betreuung

- Amt A III Verwaltung (Administratie)
  - Amtsleiters:
  - SS-Brigadeführer Oswald Pohl (1 juni 1933 - 31 januari 1942[17])
  - SS-Sturmbannführer August Frank (15 september 1935 - 1 april 1936[18])
  - SS-Obersturmbannführer der Reserve Hans Lörner (15 juni 1940 - 1 oktober 1940[19])
  - SS-Obersturmbannführer der Reserve / SS-Standartenführer der Reserve Hans Lörner (1 februari 1942 - 8 mei 1945[19])
  - Hauptabteilung A III 1 Haushalt und Prüfwesen
    - AIII1a Haushalt und Divisen
    - AIII1b Gefolgschaftswesen
    - AIII1c Prüfungswesen

  - Hauptabteilung A III 2 Truppenverwaltung
    - AIII2a Kasse Waffen-SS
    - AIII2b Besoldung
    - AIII2c Rechnungsführer

  - Hauptabteilung A III 3 Truppenwirtschaft
    - AIII3a Verpflegung
    - AIII3b Bekleidung
    - AIII3c Unterkunft

  - Hauptabteilung A III 4 Verwaltung Allgemeine-SS
    - AIII4a Kasse der Allgemeine-SS
    - AIII4b Besoldung
    - AIII4c Sektion SS-Hauptamt der NSDAP

- Amtsgruppe B Ersatzwesen
  - Amt B I Ergänzungssamt der Waffen-SS (versterkingen Waffen-SS)
  - Amtsleiters:
  - SS-Oberführer Georg Aumeier (30 januari 1935 - 20 juni 1935)[20]
  - SS-Obersturmbannführer Friedrich Hauser (20 juni 1935 - 1 oktober 1940)[21]
  - SS-Brigadeführer en Generalmajor in de politie Heinrich Jürs (1 oktober 1940 - 15 januari 1941[4][5])
  - SS-Oberführer Gottlob Berger (1 juli 1938[22]/augustus 1938[23] - 15 januari 1941[23]/20 april 1941[24][22])
  - Amt B II Erfassungssamt (Rekwisitie)
  - Amtsleiters:
  - SS-Oberführer Gottlob Berger (1 augustus 1938[22]/oktober 1939 - oktober 1941[23])
  - SS-Brigadeführer en Generalmajor in de politie Heinrich Jürs (28 februari 1941 - 15 mei 1943[5])

- Amtsgruppe C Erziehung
  - Amt C I Amt Weltanschauliche Erziehung (Wereldbeschouwelijk onderwijs)
  - Amtsleiter und SS-Oberführer Ernst Otto Fick (6 december 1943 - 29 april 1945[25][26])
  - Amt C II Amt für Leibeserziehung
  - Amtsleiter und SS-Standartenführer der Reserve Herbert von Daniels (29 januari 1944 - 1 september 1944[27])
  - Amt C III Amt Berufserziehung

- Amtsgruppe D Germanische SS
  - Amtsleiter und SS-Oberführer Dr. Rudolf Jacobsen[28]
  - Amt D I Germanische Leitstelle (Germaans hoofdbureau)
  - Amt D II Germanische Ergänzung (Germaanse werving)
  - A D II 1a Germanische-SS im Reich
  - A D II 1b Germanische-SS in den Ländern
  - Amt D III Germanische Erziehung (Germaans onderwijs)

Het SS-Hauptamt was technisch gezien ondergeschikt aan de Persönlicher Stab Reichsführer-SS, maar was in werkelijkheid autonoom.

## Commandanten
| Nr. | Afbeelding | Commandanten van het SS-Hauptamt                  | Aangetreden                   | Einde termijn   | Duur termijn        | Referentie |
| --- | ---------- | ------------------------------------------------- | ----------------------------- | --------------- | ------------------- | ---------- |
| 1   |            | SS-Oberfuhrer Ernst Bach (1878-1933)              | December 1932                 | 12 juni 1933    | 5 maanden, 19 dagen | [ 29 ]     |
| 2   |            | SS-Gruppenführer Curt Wittje (1894-1947)          | 12 februari 1934              | 14 mei 1935     | 1 jaar, 91 dagen    | [ 1 ]      |
| 3   |            | SS-Obergruppenführer August Heißmeyer (1897-1979) | 14 mei 1935                   | 9 november 1939 | 4 jaar, 179 dagen   | [ 1 ]      |
| 4   |            | SS-Obergruppenführer Gottlob Berger (1896-1975)   | 1 april 1940/15 augustus 1940 | 8 mei 1945      | 5 jaar, 180 dagen   | [ 1 ]      |